# Michaela Fichtnerova
Michaela Fichtnerova, dite Lizzie Merova ou parfois simplement Michelle, née le 14 avril 1986 à Tábor, est une mannequin et actrice tchèque spécialisée dans les films érotiques et pornographiques lesbiens.

## Filmographie sélective
- 2007 : Mistress of Souls : la Pumping girl #2 (créditée comme Michaela Fichtnerova)
- 2007 : On Consignment : la femme de chambre (créditée comme Michaela Fichtnerova)
- 2007 : Private Lesbian 1: Girl Girl Studio 3 (créditée comme Michele)
- 2008 : Female Liaisons (créditée comme Micha)
- 2008 : Blood Countess (créditée comme Michaela Fichtnerová)
- 2008 : Club Girls Lesbian (créditée comme Micha)
- 2009 : Les Servantes (créditée comme Michelle)
- 2009 : Les petites lesbiennes de l'Est (créditée comme Mischa)
- 2009 : Caligula's Spawn : la fille #2 de Baudica (créditée comme Michaela Fichtnerova)
- 2010 : On Consignment 3 : la fille (créditée comme Lizzy Merova)
- 2010 : Soubrette Services (créditée comme Michelle)
- 2010 : Girls of Prague (créditée comme Michelle)
- 2011 : Initiation of Claire Castel (créditée comme Michelle)
- 2011 : Prague: Part 1 (créditée comme Michelle)
- 2011 : Orgy : The XXX championship (créditée comme Michelle)
- 2012 : Lesbian Secrets (créditée comme Michaela)
- 2012 : Girls, Girls, and... More Girls 2 (créditée comme Michelle)
- 2012 : Fantasmes 4: Bourgeoises & Lesbiennes (créditée comme Michelle)
- 2013 : Lesbian Oil Orgy 3 (créditée comme Michelle)
- 2013 : Enslaved Justice : Chloé (créditée comme Lizzie Merova)
- 2013 : No Boys Just Toys 6 (créditée comme Michelle)
- 2014 : Lesbian PsychoDramas 15 (créditée comme Michaela)
- 2014 : Wet Touch (créditée comme Michelle)
- 2014 : Lesbian Conception (créditée comme Micha)
- 2015 : Forever Young (créditée comme Micha)